# 山辺有紀
山辺 有紀（やまべ ゆき、1974年4月16日 - ）は、日本の元女優・声優。長崎県出身。

## 来歴・人物
1989年、映画『嵐の中のイチゴたち』に出演。
1990年から放送された『渡る世間は鬼ばかり』にレギュラー出演。
1993年、東京都立忍岡高等学校卒業。
1994年、仲代達矢が主宰する無名塾へ入塾。
韓流ドラマの吹き替えなども精力的にこなしていた。
2008年は妊娠・出産の時期が重なり、『渡鬼』第9シリーズには出演していない（番組の公式ホームページのキャスト表にも名前が掲載されず、同シリーズでは恋人と海外へ失踪したという設定になっており、初回スペシャルにおいて成田空港から家族宛てに恋人と外国に渡航する旨の告白をした手紙が出されたシーンが放映されるのみ）。2010年から2011年に放送された最終シリーズ、以降のスペシャルにも一切出演していない。また、キャストとして山辺江梨（遠山遊役）が出演していたが、血縁関係はなく、東てる美の娘である。
2008年以降の活動形跡がなく、実質引退状態である。

## 主な出演作品

### 映画
- 嵐の中のイチゴたち（1989年）
- エイジアン・ブルー 浮島丸サコン（1995年）
- 時雨の記（1998年）

### テレビドラマ
- 渡る世間は鬼ばかり（野田あかり（秋葉あかり））第1シリーズ～第8シリーズ（1990年～2007年TBS）
- デパート!夏物語 第3話「いらっしゃいませ！集団万引き様!!」（1991年、TBS）
- 家栽の人 第3話「仮面を被った少女」（1993年、TBS）
- 月曜ドラマスペシャル　「恥ずかしながら私、社長です」（1996年、TBS）
- 将軍の隠密!影十八 第1話「闇裁き・花嫁衣装を待つ女」（1996年、テレビ朝日） - おまち 役
- 風の行方（1999年、THK） - 千加 役
- 火曜サスペンス劇場 「身辺警護6　谷川岳の岩場で宙吊りの男が転落死!」（2000年、NTV） - 石川由紀 役
- 明るいほうへ 明るいほうへ 童謡詩人金子みすゞ（2001年、TBS）
- ガッコの先生 第4話「ガチンコ娘の涙」（2001年、TBS）
- 女と愛とミステリー 「長崎で消えた女」（2002年、テレビ東京） - 坂井美加 役

### ドラマ以外のテレビ番組
- やまがた発!旅の見聞録（レポーター）（2001年4月～2003年3月、山形放送）

### バラエティ
- オールスター感謝祭99超豪華!クイズ決定版この春お待たせ特大号（1999春。橋田壽賀子、泉ピン子、長山藍子、藤田朋子、えなりかずきと、渡鬼出演者として出演。赤坂5丁目ミニマラソンに参加して見事4位、賞金20万円をゲットした。）

### 吹き替え
- 恋するマンハッタン
- 宮廷女官チャングムの誓い（ヨリ）
- 美しき日々

### アニメ
- 地獄少女　JIGOKU-SHOUJO（2006年、NTV）